# Прюмський договір (855)

Межі франкських держав після Прюмського договору

Прюмський договір (фр. Traité de Prüm) — документ, підписаний імператором Лотарем I 19 вересня 855 року, що визначав принципи розділу Середнього Франкського королівства між його синами на три окремих королівства.

## Історія
На початку 855 року імператор Лотар I тяжко захворів і у вересні цього року зрозумів, що вже не може повноцінно управляти своїм королівством. Під впливом Реймського архієпископа Гінкмара він вирішив відректися від престолу і піти в монастир. Проте до здійснення цього кроку Лотар розділив свої володіння між трьома синами. Документ про межі їхніх володінь, оформлений імператором у вигляді свого заповіту, був підписаний ним 19 вересня на віллі Шюллером поблизу Прюма.
Згідно з цим розділом сини Лотара наділялися такими землями:
- Людовик II (старший син) отримав Італійське королівство і зберіг за собою титул імператора, яким він володів спільно з батьком з 850 року.
- Лотар II (середній син) отримав найбагатшу частину серединного королівства поза Італією — землі від Фрізії на півночі до Бургундії на півдні з такими великими містами як Аахен, Кельн, Трір, Мец, Туль, Верден, Страсбург, Утрехт, Льєж і Камбре. Згодом ці землі отримали назву Лотарингія.
- Карл, неповнолітній і хворобливий син Лотара I, отримав Прованс.

Через кілька днів після складання документа про розподіл, 22 вересня, Лотар I відрікся від престолу, прийняв постриг і пішов у Прюмський монастир, де і помер 29 вересня. Розділ, проведений Лотаром, спочатку викликав розбрат серед його синів: імператор Людовик II бажав отримати землі поза Італією, а Лотар II хотів заволодіти королівством свого молодшого брата Карла. Однак восени 856 на зустрічі поблизу Лозанни між братами було укладено угоду, що підтверджувала непорушність кордонів, визначених їхнім батьком.
Розділ Лотарем I Середнього Франкського королівства став наслідком ослаблення франкського єдності і призвів до швидкої девальвації титулу імператора, що не був підкріплений матеріальними ресурсами, які давали б можливість впливати на ситуацію в усіх державах, що постали на місці колишньої Каролінзької імперії. Встановлені Прюмським договором кордони нових королівств проіснували лише до смерті короля Карла Прованського в 863 році, після чого відбулись подальші розмежування.